# 大内厚
大内 厚（おおうち あつし、1949年7月29日 - ）は、日本の実業家。高砂熱学工業株式会社代表取締役会長CEO。

## 概要
茨城県出身。茨城県立水戸第一高等学校、東北大学工学部卒業。東北大学大学院修士課程を修了後、1975年高砂熱学工業に入社。東京本店技術1部長などを経て、2005年に大阪支店副支店長に就任。2006年に同社執行役員となり、2008年に同社取締役常務執行役員大阪支店長に就任。2010年から代表取締役社長となり、2015年にエンジニアリング事業本部を兼任。2016年から代表取締役会長社長執行役員を兼務し、2020年に代表取締役会長CEOに就任。